# Моревка
Мо́ревка (рос. Моревка, ерз. Моревка) — село у складі Великоігнатовського району Мордовії, Росія. Входить до складу Старочамзінського сільського поселення.
Населення — 111 осіб (2010; 139 у 2002).
Національний склад (станом на 2002 рік):
- росіяни — 76 %